# Аффинаж (группа)
«Аффина́ж» — российская рок-группа, работающая в синтетическом стиле нуар-шансон, который содержит отсылки к множеству жанров поп- и рок-музыки. Основана в Санкт-Петербурге автором текстов, вокалистом и гитаристом Михаилом Калининым (псевдоним — Эм Калинин) и басистом Сергеем Шиляевым (псевдоним — Сергеич) в марте — апреле 2012 года. Позже к группе присоединились баянист Александр Корюковец и тромбонист Александр Евдокимов (псевдоним — Саша Ом).
С момента создания группа выпустила шесть полноформатных альбомов и семь мини-альбомов («Золото» состоит из трёх EP), принимала участие во многих фестивалях (в частности, «Нашествие», «VKFest», «Чернозём», «Motherland», «Объединённые цвета», «Дикая мята», «Старый новый рок», «TusovkaRock»), активно гастролирует. Песни коллектива звучат в эфире радиостанций «Наше радио», «Своё Радио», радио «Зенит», группа не единожды попадала в хит-парад и номинировалась на премию «Чартова дюжина».
У коллектива нет и никогда не было продюсеров, лейблов или крупных спонсоров.

## История
Аффинаж (фр. affinage, от affiner — «очищать») — это металлургический процесс очистки некоторых тяжёлых металлов от примесей.

### Деятельность участников до группы
До создания коллектива «Аффинаж» у его участников уже были свои творческие проекты. Саша Ом занимался одноимённым проектом «Саша Ом». Сергеич участвовал в постпанк-группе «Her Cold Fingers». Эм Калинин работал над одиночным проектом «(а)СПИД». Тромбонист коллектива Саша Ом и баянист Александр Корюковец имеют музыкальное образование и являются профессиональными музыкантами. Эм и Сергеич обучались самостоятельно. Впоследствии, уже будучи участником «Аффинажа», Калинин стал брать профессиональные уроки вокала.

### Начало
Михаил Калинин и Сергей Шиляев познакомились в Вологде в 2007 году. Там пробовали вместе делать музыку, но занятость в собственных проектах возобладала над совместным творчеством. Примерно в то же время в Вологде Шиляев познакомился с Сашей Омом.
В 2011 году Эм и Сергеич переезжают из Вологды в Санкт-Петербург, где безрезультатно ищут музыкантов для «настоящей рок-группы». Параллельно решают создать акустический дуэт «Я и Мёбиус едем в Шампань» — позже такое название получит дебютный полноформатный альбом «Аффинаж». Первая репетиция дуэта состоялась 13 марта 2012 года — дата считается днём рождения группы «Аффинаж». Через несколько месяцев музыканты познакомились с баянистом Александром Корюковцом, также приехавшим из Вологды. До выхода дебютного мини-альбома трио «Аффинаж» много репетировало и давало живые концерты. В частности, 21 сентября 2012 года состоялось первое выступление группы — в клубе «Байконур» (Санкт-Петербург) — оно закончилось выходом на бис.
6 апреля 2013 года Эм Калинин и Сергей Сергеич отыграли в Вологде камерную программу «Аффинаж. Unplugged» как прелюдию к планирующейся полноценной презентации дебютного мини-альбома. На концерте, в частности, прозвучали композиции «Аффект», «Герой моих детских грёз», «Абулия», «N2O», «1,2,3…», «Ваня», «Саша», «Нью-Йорк», а также стихи и кавер-версия песни Михаила Муромова «Яблоки на снегу».

### Первые релизы (2013—2014)
Запись дебютного мини-альбома «Аффинаж» началась в феврале 2013 года. Музыканты обратились к вокалисту петрозаводской постпанк-группы «Valery & The Greedies» Анатолию Никулину, с которым Сергей Сергеич был знаком ещё во времена своего увлечения постпанком. Никулин на своей студии «KlubRekord» записал, свел и произвел мастеринг дебютного EP, озаглавленного по названию группы — «Аффинаж». В процессе записи EP к группе присоединился Саша Ом, с которым долгое время в Вологде дружил Александр Корюковец, — сначала как приглашенный тромбонист для песни «Аффект», а потом и на постоянной основе. Альбом увидел свет 29 апреля 2013 года. В него вошли четыре песни, выбранные как самые простые и доступные для широкой публики: «Герой моих детских грёз», «Аффект», «Искра» и «Select». Трек «Герой Моих Детских Грез» попал в еженедельный хит-парад «Нашего Радио» «Чартова Дюжина», где продержался в течение двух месяцев, добравшись до 5 места. Презентация альбома и клипа на песню «Аффект» прошла 18 мая в петербургском арт-пространстве «МИРАКЛ».
Работа над вторым EP группы началась летом 2013 года. Альбом продолжил тематику детства, и в него вошли три композиции: «Ваня», «Саша», «Папа». Релиз получил название «Дети». Впервые в записи использовалось укулеле, на котором играл Эм Калинин, а также такие инструменты как калимба, несколько видов перкуссии, саксофон. Сводил альбом Алексей Беляков, с которым музыканты «Аффинажа» познакомились благодаря участию в программе «Звуковое пространство» на «Радио России». Презентация мини-альбома «Дети», а также нового видеоклипа на песню «Саша» состоялась 27 сентября 2013 года в арт-салоне «Невский 24». Участники коллектива впервые вышли на сцену в строгих костюмах. Образ надолго вошёл в концертную практику группы. На следующий день альбом появился в сети.
В декабре 2013 года «Аффинаж» приступили к записи первого полноформатного альбома, выпущенного 21 февраля 2014 года. Релиз получил название «Я и Мёбиус едем в Шампань». Презентация состоялась 26 февраля в московском клубе «Borodach», а также 1 марта в Вологде в клубе «Харди-Гарди» и 9 марта в Санкт-Петербурге, клуб «Fish Fabrique Nouvelle».
7 марта 2014 года группа представила новый, единственный в дискографии коллектива франкоязычный сингл — «Лучше мне не знать о тебе ничего лишнего». Русский текст был написан Михаилом Калининым и переведён Евгением Моченковым. Исполняет песню Саша Ом. В мае 2014 года началась запись очередного EP, который получил название «Летаю/Расту». Летом работа была закончена и 24 августа 2014 года в преддверии выхода записи музыканты выпустили сингл «Содом и Гоморра». Сам альбом увидел свет 31 августа. До конца 2014 года группа выпустила ещё два сингла. 28 октября — трек «Нравится», а 6 декабря на «Тихом концерте» в Санкт-Петербурге состоялась презентация песни «Давай дружить», на следующий день также выложенной в открытый доступ.

### Период «Русских песен» (2015—2016)
В апреле 2015 года группа выпустила второй полноформатный альбом — «Русские песни». 15 мая 2015 года в Петербурге в театре «ЦехЪ» музыканты отыграли первый концерт, посвящённый выходу «Русских песен» — с элементами театрального представления. 5 июня 2015 года состоялась радиопрезентация альбома — в программе «Живые» на «Своём Радио». Летом-осенью 2015 года группа отправилась в мини-турне. 28 августа выступила в Санкт-Петербурге, 5 сентября — в Москве, а 12 сентября — впервые в Минске. На песню «Прыгаю-стою» в 2015 году совместно со студией «Film Division» был снят live-клип.
15 сентября 2015 года группа «Аффинаж» выпустила первый студийный кавер — на песню «Нике» пост-панк группы «Её Холодные Пальцы», в которой играл на басу и пел Сергей Сергеич.
19 декабря 2015 года в арт-мансарде «433» состоялась первая — закрытая, камерная — презентация третьего полноформатного альбома «Русские песни. Послесловие». 17 января 2016 года «Аффинаж» совместно со студией «Film Division» представили видео-сингл к новому релизу — песню «Мечта». Сам альбом был окончательно дописан 26 января 2016 года и тем же вечером выложен в сеть. 29 января 2016 года «Русские песни. Послесловие» представили в Санкт-Петербурге, а 4 февраля состоялась презентация в прямом эфире программы «Живые» на «Своём Радио».
С марта 2016 группа начинает полноценно активно гастролировать.
Осенью 2016 года музыканты работают над кавер-версией песни «Сберегла» группы «Калинов Мост». Трек увидел свет 16 октября, а также вошёл в сборник «Калинов Мост Tribute». 19 ноября «Аффинаж» с гостевым сетом выступили на юбилейном концерте в честь тридцатилетия группы «Калинов Мост».
17 ноября 2016 года группа выпустила сингл «Счастье».

### Период EP «Мира» и «Сделай море» (2017)
2 февраля 2017 года «Аффинаж» объявляет о начале сбора средств на краудфандинг-сервисе Planeta.ru для записи, сведения и выпуска нового полноформатного альбома. Практически половина всей суммы была собрана в первый же день, а заявленной цели сбора удалось достичь за неделю. 14 февраля группа опубликовала мини-альбом «Мира» как предшествующий большому релизу, запись которого началась 24 февраля на санкт-петербургской студии «Добролёт». 13 апреля новый полноформатный альбом «Аффинажа», который получил название «Сделай море», был готов и на следующий день опубликован в сети. 15 апреля релиз представили в Минске, после чего группа отправилась в большой юбилейный тур по России.
9 июля 2017 года «Аффинаж» впервые выступили на фестивале «Нашествие».
14 сентября 2017 года выходит шестой студийный альбом «25/17» «Ева едет в Вавилон», где две песни — «Клыки» и «Моряк» — являются творческими коллаборациями с группой «Аффинаж». В частности, участники «Аффинажа» сочинили основные музыкальные темы для треков, а также записали часть инструментальных и вокальных партий в них. Обозреватель и блогер Андрей Смирнов назвал участие «Аффинаж» в альбоме «Ева едет Вавилон» «формирующим», а музыкальный журналист Алексей Мажаев отметил, что сотрудничество «25/17» с группой «Аффинаж» отразилось на звучании и аранжировке самым резким образом. В октябре трек «Моряк» попал в ротацию «Нашего Радио» и в хит-парад «Чартова дюжина», где дошёл до первого места и несколько месяцев держался в тройке лидеров. Песня также была представлена в пятёрке номинантов на премию «Чартова дюжина-2018».
1 октября на канале «РЕН ТВ» вышел 56-й выпуск программы «Соль» — с группой «Аффинаж». Это был первый полноценный телеконцерт коллектива.
4 ноября 2017 года «Аффинаж» принимает участие в фильме-концерте «Ева едет в Вавилон», выступив в московском клубе Stadium с «25/17». В этот же день в честь своего юбилея группа представляет сборник «Лучшее за 5 лет», для которого были отобраны 16 композиций, выпущенных с 2012 по 2017 год.
11 ноября 2017 года в Санкт-Петербурге состоялся первый в истории группы концерт со струнным квартетом — Synergy Orchestra. Идея совместной работы «Аффинажа» с оркестром родилась у баяниста коллектива Александра Корюковца и санкт-петербургского дирижёра Никиты Дубова (который в итоге вместе с Корюковцом и Сашей Омом работал над аранжировками для квартета) ещё в 2014—2015 годах. Гостем концертов также стал участник «Animal ДжаZ» Александр Заранкин, который сыграл на клавишных.
13 ноября стало известно об участии «Аффинаж» в проекте «Шаг Вдох: Трибьют» — официальном трибьюте группы «Animal ДжаZ» с композицией «Можешь лететь».

### Период «Золота» (2018)
В 2018 году группа работала над крупным концептуальным альбомом «Золото». 6 января 2018 года, в день рождения Михаила Калинина, «Аффинаж» представили сингл «Лучше всех», 5 февраля выпустили на песню клип. 16 февраля коллектив анонсировал появление четвёртого мини-альбома — «Ты, который нашёл» — как первую часть большого релиза и сообщил, что ведётся работа над второй. EP увидел свет 2 марта 2018 года. 24 марта группа отправилась в весеннюю часть тура «Лучше всех». 4 мая музыканты презентовали второй сингл с «Золота» — песню «Напрасная обида», а 11 мая выпустили вторую часть альбома — EP «Комната с личными вещами».
Летом 2018 года с новым материалом группа участвовала в ряде фестивалей, для «КИНОпробы. Solstice» музыканты создали кавер-версию песни группы «Кино» — «Апрель», которую исполнили во время выступления 23 июня. Также коллектив стал участником «Фестиваля болельщиков FIFA 2018», отыграв концерты на сценах в Москве, Сочи и Волгограде.
9 ноября «Аффинаж» выпустили третий сингл с «Золота» — песню «Вдали», а 30 ноября состоялся интернет-релиз третьей части альбома — под названием «Чудо».

### Период «Мимо. Ранен. Убит»
После выхода двухпесенного EP «Нью-Йорк — Москва» в 2019 году группа начала работу над шестым полноформатным альбомом «Мимо. Ранен. Убит.». Перед релизом коллектив выпустил три сингла: «Неправда», «Котик» и «Ангел». Сам релиз был преимущественно положительно принят аудиторией и критиками. В начале 2020 года в поддержку альбома музыканты запланировали самый масштабный тур в истории группы на тот момент, однако из-за пандемии COVID-19 коллектив смог проехать лишь часть запланированных городов. Осенью 2020-го «Аффинаж» в качестве музыкального гостя впервые побывали на шоу «Вечерний Ургант» — с композицией «Неправда».

### Период «Общество с ограниченной ответственностью»
20 октября 2023 года выходит восьмой полноформатный альбом группы, являющийся приквелом к «Мимо. Ранен. Убит.» — «Общество с ограниченной ответственностью», запись которого происходила с 2020-го по 2023-й год. Помимо приглашённых артистов, на альбоме можно услышать хор, участники которого — слушатели группы.

## Музыкальный стиль
По звучанию группа считается самобытной и одной из самых аутентичных в России. Многослойный мощный баян, витиеватые басовые линии, мелодичный тромбон, акустическая гитара, вокал, варьирующийся от нежного полушёпота до эмокорного надрыва, общая полифония — порой коллектив звучит как полноценный оркестр.
Группа существует в диапазоне от легкого инди до экстремальных направлений, от поп-рока до дарк-фолка, но при этом сохраняет «лицо», свой неповторимый звук. По определению участников коллектива, музыкально они работают в синтетическом стиле нуар-шансон, который включает в себя отсылки ко множеству жанров поп- и рок-музыки XX века: классической городской песне (как русской, так и западноевропейской), альтернативному року 90-х, русской рок-традиции, русскому фольклору, западному дарк-фолку, современному инди-звучанию. Музыкальный обозреватель «Российской газеты» Александр Алексеев считает, что группа исполняет «акустический рок, с веяниями привольного фолка, театральным драматизмом и изысканностью мятежных аранжировок, которая больше присуща искрометному фри-джазу».
«Афиша Daily» определяет «Аффинаж» как драматический акустический русский рок с баяном и тромбоном.
Обозреватель Colta.ru Сергей Мезенов отмечает, что звучание «Аффинажа», которое складывается в основном из акустической гитары, гармони и духовых с периодическим добавлением баса и ударных, непривычно и придает песням «отличное чувство нестабильности, разбалансировки».
В звучании группы и обычные слушатели, и критики отмечают некую «русскость». Однако до «Русских песен» и «Русских песен. Послесловия» выходили альбомы, в которых не было никакой русской тематики, и, по словам музыкантов, такая стереотипная ассоциация их всегда удивляла.
Автором всех русскоязычных текстов группы (за исключением кавер-версий) является Эм Калинин. По его признанию, из всех проектов больше всего времени текстам достаётся именно в «Аффинаже».

## В кинематографе
Алексей Рыбин использовал песни «Аффинаж» («Нравится», «Содом и Гоморра» и «Саша») как саундтрек для своего дебютного полнометражного художественного фильма «Скоро всё кончится» (2017), который попал в основной конкурс кинофестиваля «Кинотавр», а также был награждён призом «Российской газеты» и её онлайн-фестиваля «Дубль дв@». Сам Рыбин говорит, что песни, использованные в фильме, не случайны и подбирались почти год. Они несут смысловую нагрузку, «воспринимаются как внутренние монологи героев». Композиции «Аффинаж» привлекли внимание, по словам Рыбина, ещё и тем, что в них вообще не используется ритм-секция. Кинокритик Елена Стишова отметила, что «проходы под саундтрек вызывают ассоциации с фильмами Балабанова».

## Участники
- Михаил «Эм» Калинин — слова, лидер-вокал, акустическая гитара, укулеле, синтезаторы, запись/сведение, автор, идеи (с 2012)
- Сергей «Сергеич» Шиляев — бас-гитара, соло, вокал (с 2012)
- Александр Корюковец — баян / аккордеон, синтезаторы, клавишные, вокал (с 2012)
- Саша «Ом» Евдокимов — тромбон, второй вокал, электрогитара, перкуссия, клавиши, саунд-продюсер (с 2013)
- Тимофей Вахрушев — live барабаны (с 2023)
- Дмитрий Гущин — live барабаны (с 2024)
- Илья Мутовкин — звукорежиссёр (с 2017)

### Бывшие участники
- Ричард Старков — перкуссия / ударные/ кахон (2018—2023)

## Восприятие
Рецензируя альбом коллектива «Русские песни», обозреватель Colta.ru Сергей Мезенов резюмирует, что «питерский коллектив „Аффинаж“ явно хочет завести серьёзный разговор о том, что же будет с Родиной и с нами» и способен «соответствовать своей самоуверенной заявке стать новым „ДДТ“».
По мнению рецензента «Афиши-Daily», участники группы «звучат весьма достойно — и благодаря неочевидному инструментальному составу, и из-за неплохих мелодических хуков, и из-за чувства стиля (выступают музыканты в костюмах)».
Евгений Хакназаров из «Фонтанки.ру» охарактеризовал «Аффинаж» как «бродячий оркестрик, исполняющий „чёрный“ шансон. Ностальгия, внутренний непокой, тоска по далёкому детству — вот их тематика».
По мнению редактора журнала «Рубель» Антона Лина, «Аффинаж» — это «новая русская музыка, за которую не стыдно», однако такой продукт «не совсем для массового потребителя».
Музыкальный обозреватель «Российской газеты» Александр Алексеев отметил, что «если бы рок родился не в Англии, а в России, то, наверное, сразу бы стал таким, как играют эту музыку „Аффинаж“».
Обозреватель Илья Зинин отнёс «Аффинаж» к новой гитарной сцене и назвал «околофолковой группой», которая «прошла вообще под радарами музыкальной прессы», но при этом имеет большую популярность среди слушателей.

## Дискография

### Альбомы
| Название                                    | Запись     | Дата выпуска               | Дата выпуска    |
| ------------------------------------------- | ---------- | -------------------------- | --------------- |
| «Я и Мёбиус едем в Шампань»                 | 2013       | 21 февраля 2014            | 21 февраля 2014 |
| «Русские песни»                             | 2014—2015  | Часть 1                    | 16 апреля 2015  |
| «Русские песни»                             | 2014—2015  | Часть 2                    | 30 апреля 2015  |
| «Русские песни. Послесловие»                | 2015—2016  | 26 января 2016             | 26 января 2016  |
| «Сделай море»                               | 2017       | 14 апреля 2017             | 14 апреля 2017  |
| «Золото»                                    | 2017—2018  | «Ты, который нашёл»        | 2 марта 2018    |
| «Золото»                                    | 2017—2018  | «Комната с личными вещами» | 11 мая 2018     |
| «Золото»                                    | 2017—2018  | «Чудо»                     | 30 ноября 2018  |
| «Мимо. Ранен. Убит.»                        | 2019—2020  | 13 марта 2020              | 13 марта 2020   |
| «Другое»                                    | 2020—2022  | «Другое. Сторона А»        | 29 октября 2021 |
| «Другое»                                    | 2020—2022  | «Другое. Сторона Б»        | 17 февраля 2023 |
| «Общество с ограниченной ответственностью»  | 2020—2023  | 20 октября 2023            | 20 октября 2023 |
| «10 лет. Концерт в Санкт-Петербурге (live)» | 13.05.2022 | 25 октября 2024            | 25 октября 2024 |

### Мини-альбомы
| Название                                | Запись    | Дата выпуска     |
| --------------------------------------- | --------- | ---------------- |
| «Аффинаж»                               | 2013      | 29 апреля 2013   |
| «Дети»                                  | 2013      | 27 сентября 2013 |
| «Летаю/Расту»                           | 2014      | 31 августа 2014  |
| «Мира»                                  | 2017      | 14 февраля 2017  |
| «Ты, который нашёл»                     | 2017—2018 | 2 марта 2018     |
| «Комната с личными вещами»              | 2018      | 11 мая 2018      |
| «Чудо»                                  | 2018      | 30 ноября 2018   |
| «Другое. Сторона А»                     | 2021      | 29 октября 2021  |
| «Мимо. Ранен. Убит. (Акустика/Эпизоды)» | 2020      | 8 июля 2022      |
| «Другое. Сторона Б»                     | 2022      | 17 февраля 2023  |

### Синглы
| Название                                   | Название                                   | Примечание | Дата выпуска     |
| ------------------------------------------ | ------------------------------------------ | --- | ---------------- |
| «Лучше мне не знать о тебе ничего лишнего» | «Лучше мне не знать о тебе ничего лишнего» | Единственный в дискографии коллектива франкоязычный сингл                                                                                 | 7 марта 2014     |
| «Нравится»                                 | «Нравится»                                 | | 28 октября 2014  |
| «Давай дружить»                            | «Давай дружить»                            | | 7 декабря 2014   |
| «Нике» («Её Холодные Пальцы» cover)        | «Нике» («Её Холодные Пальцы» cover)        | Первый студийный кавер в истории группы                                                                                                   | 15 сентября 2015 |
| «Мечта» (single version)                   | «Мечта» (single version)                   | Бонус-трек с альбома «Русские песни. Послесловие»                                                                                         | 17 января 2016   |
| «Сберегла» (трибьют «Калинов Мост»)        | «Сберегла» (трибьют «Калинов Мост»)        | Кавер «Калинов Мост», сборник «Калинов Мост. Tribute»                                                                                     | 16 октября 2016  |
| «Счастье»                                  | «Счастье»                                  | | 17 ноября 2016   |
| «Лучше всех»                               | «Лучше всех»                               | Сингл с мини-альбома «Ты, который нашёл»                                                                                                  | 6 января 2018    |
| «Напрасная обида»                          | «Напрасная обида»                          | Сингл с мини-альбома «Комната с личными вещами»                                                                                           | 4 мая 2018       |
| «Вдали»                                    | «Вдали»                                    | Сингл с мини-альбома «Чудо» | 9 ноября 2018    |
| «Ни за что не скажу тебе прощай»           | «Ни за что не скажу тебе прощай»           | Сингл, завершающий трилогию «Золото» | 21 марта 2019    |
| Макси-сингл «Нью-Йорк — Москва»            | «Нью-Йорк»                                 | Новая версия песни «Нью-Йорк» с альбома «Жертвы искусства» проекта «Эм (а)СПИД». В клипе «Нью-Йорк» звучит видеоверсия обновленной песни. | 19 сентября 2019 |
| Макси-сингл «Нью-Йорк — Москва»            | «Москва»                                   | | 19 сентября 2019 |
| «Неправда»                                 | «Неправда»                                 | | 12 февраля 2020  |
| «Котик»                                    | «Котик»                                    | | 25 февраля 2020  |
| «Ангел»                                    | «Ангел»                                    | | 6 марта 2020     |
| «Мечта» (2022)                             | «Мечта» (2022)                             | Обновлённая утяжелённая версия самой известной песни к 10-летию группы                                                                    | 13 мая 2022      |
| «Аффинаж. Точка сборки»                    | «Аффинаж. Точка сборки»                    | Саундтрек к документальному фильму «Аффинаж. Точка сборки»                                                                                | 26 августа 2022  |
| «Ничего не потерял»                        | «Ничего не потерял»                        | | 23 марта 2023    |
| «Он»                                       | «Он»                                       | | 29 сентября 2023 |
| «Окна»                                     | «Окна»                                     | Обновлённая версия песни проекта «Эм(а)СПИД»                                                                                              | 13 октября 2023  |
| «Е... мои мечты!!»                         | «Е... мои мечты!!»                         | Эм Калинин, Сергей Шиляев, БЫДЛОЦЫКЛ, Аффинаж                                                                                             | 27 декабря 2024  |

### Коллаборации
| Название                 | Исполнители                               | Дата выпуска     |
| ------------------------ | ----------------------------------------- | ---------------- |
| «Залечь на дно в Автово» | «эхопрокуренныхподъездов» feat. «Аффинаж» | 2016             |
| «Клыки»                  | «25/17» п. у. «Аффинаж»                   | 14 сентября 2017 |
| «Моряк»                  | «25/17» п. у. «Аффинаж»                   | 14 сентября 2017 |
| «Ошибки»                 | «АнимациЯ» & «Аффинаж»                    | 12 декабря 2018  |
| «Спой мне»               | «Заточка» & «Аффинаж»                     | 26 ноября 2020   |
| «Прохожий»               | «Ант 25/17» & «Аффинаж»                   | 5 марта 2021     |
| «Качели»                 | «7раса» & «Аффинаж»                       | 19 марта 2021    |
| «Если повезёт»           | «Зимавсегда» & «Аффинаж»                  | 21 октября 2022  |
| «Серебро и ртуть»        | «Зимавсегда» & «Аффинаж»                  | 26 августа 2023  |
| «Оружие»                 | Сергей Летов & «Аффинаж»                  | 8 сентября 2023  |
| «Духота»                 | «MOSKWITCH» & «Аффинаж»                   | 12 августа 2024  |
| «Золотая»                | «Саграда» & «Аффинаж»                     | 6 сентября 2024  |

### Студийные кавер-версии
| Название        | Примечание                                                     | Дата выпуска     |
| --------------- | -------------------------------------------------------------- | ---------------- |
| «Нике»          | Кавер «Её Холодные Пальцы» («Her Cold Fingers»)                | 15 сентября 2015 |
| «Сберегла»      | Кавер «Калинов Мост», сборник «Калинов Мост. Tribute»          | 16 октября 2016  |
| «Можешь лететь» | Кавер «Animal ДжаZ», сборник «Шаг Вдох. Трибьют»               | 17 ноября 2017   |
| «Отец»          | Кавер «25/17», сборник «ВСПОМНИТЬ ВСЁ. Часть 4 (2). Ковры»     | 10 марта 2020    |
| «Солдат»        | Кавер «Любэ», сборник «Любэ 35. Всё опять начинается. Трибьют» | 28 февраля 2025  |

### Сборники
| Название          | Примечание                                              | Дата выпуска  |
| ----------------- | ------------------------------------------------------- | ------------- |
| «Лучшее за 5 лет» | В юбилейный сборник вошли 16 композиций 2012—2017 года. | 4 ноября 2017 |

### Видеоклипы
| Название                         | Дата выпуска     |
| -------------------------------- | ---------------- |
| «Аффект»                         | 21 мая 2013      |
| «Саша»                           | 7 октября 2013   |
| «Нравится»                       | 11 января 2015   |
| «Прыгаю-стою»                    | 20 декабря 2015  |
| «Мечта»                          | 17 января 2016   |
| «Лучше всех»                     | 5 февраля 2018   |
| «Ни за что не скажу тебе прощай» | 1 июля 2019      |
| «Нью-Йорк»                       | 26 сентября 2019 |
| «Неправда»                       | 12 февраля 2020  |
| «Котик»                          | 25 февраля 2020  |
| «Ангел»                          | 26 февраля 2021  |
| «Другое»                         | 11 ноября 2021   |
| «Буду скучать»                   | 26 ноября 2021   |
| «Я — печаль»                     | 1 сентября 2023  |
| «Оружие»                         | 25 сентября 2023 |
| «Он»                             | 16 октября 2023  |
| «Нравится» (акустика)            | 19 сентября 2024 |
| «Он» (акустика)                  | 4 октября 2024   |
| «123» (новый звук)               | 14 октября 2024  |
| «Солнце» (Live, 2025)            | 7 февраля 2025   |
| «Не танцуй» (Live, 2025)         | 17 февраля 2025  |
| «Следопыт» (Live, 2025)          | 20 марта 2025    |